# Episodi di Summer Camp Island - Il campeggio fantastico (quarta stagione)
La quarta stagione della serie animata Summer Camp Island - Il campeggio fantastico è stata pubblicata negli Stati Uniti, da HBO Max, il 17 giugno 2021.
In Italia è stata pubblicata su Now l'8 agosto e continuata su Cartoon Network fino al 21 novembre 2021.
| nº | Titolo originale                                            | Titolo italiano          | Prima TV USA   | Prima TV Italia  |
| -- | ----------------------------------------------------------- | ------------------------ | -------------- | ---------------- |
| 1  | Sea Bunnies                                                 | Conigli Marini           | 17 giugno 2021 | 20 novembre 2021 |
| 2  | Mushrumours                                                 | I soffioni chiacchieroni | 17 giugno 2021 | 8 agosto 2021    |
| 3  | Breakfast Like Gene Kelly                                   | La colazione da sogno    | 17 giugno 2021 | 8 agosto 2021    |
| 4  | Spirit Balls                                                | Le spiripalle            | 17 giugno 2021 | 8 agosto 2021    |
| 5  | Oscar & His Demon                                           | Shhh!                    | 17 giugno 2021 | 8 agosto 2021    |
| 6  | The Emily Ghost Institute for Manners and Magical Etiquette | L'esame di galateo       | 17 giugno 2021 | 8 agosto 2021    |
| 7  | Jeremiah                                                    | Geremia                  | 17 giugno 2021 | 8 agosto 2021    |
| 8  | Tomorrow’s Bananas                                          | La Lettura dei Semi      | 17 giugno 2021 | 21 novembre 2021 |
| 9  | Shave A Little Off the Wheel                                | Biscottino e Fiocchetto  | 17 giugno 2021 | 21 novembre 2021 |
| 10 | He’s Just Not Here Right Now                                | Un mostro particolare    | 17 giugno 2021 | 20 novembre 2021 |
| 11 | Hark the Gerald Sings                                       | La Superstizione         | 17 giugno 2021 | 21 novembre 2021 |
| 12 | Hall of Mooms                                               | Una scopa su misura      | 17 giugno 2021 | 8 agosto 2021    |
| 13 | Pepper and the Fog                                          | Pepe e la nebbia         | 17 giugno 2021 | 8 agosto 2021    |

## Conigli Marini
- Titolo originale: Sea Bunnies
- Scritto da: Julian Glander

### Trama
Poco dopo aver scoperto un portale sottomarino, Oscar scopre che il suo biglietto di ritorno è una commissione per Susie.

## I soffioni chiacchieroni
- Titolo originale: Mushrumours
- Scritto da: Alabaster Pizzo, Abby Magno e Jesse Balmer

### Trama
Alice inventa un pettegolezzo sui funghi per non mangiare quelli preparati da Oscar, tuttavia la voce si sparge per tutta l'isola.

## La colazione da sogno
- Titolo originale: Breakfast like Gene Kelly
- Scritto da: Aleks Sennwald e Alabaster Pizzo

### Trama
Dopo aver sognato di aver preparato un'ottima colazione, Oscar tenta di replicarla nella realtà. Quindi cerca una cucina più grande della sua per renderlo possibile.

## Le spiripalle
- Titolo originale: Spirit Balls
- Scritto da: Abby Magno e Jesse Balmer

### Trama
Susie e Ramona insegnano alle streghe come creare delle "spiripalle" con al loro interno un groviglio, in modo tale da tenere occupati gli spiriti che tentano di appropriarsene.

## Shhh!
- Titolo originale: Oscar & His Demon
- Scritto da: Thomas Herpich e Graham Falk

### Trama
La porta della biblioteca si è rotta, così, mentre Oscar cerca l'occorrente per ripararla, tutti si sforzano di non parlare per non disturbare chi legge.

## L'esame di galateo
- Titolo originale: The Emily Ghost Institute for Manners and Magical Etiquette
- Scritto da: Aleks Sennwald e Alabaster Pizzo

### Trama
Dopo aver aperto la porta a un fantasma per gentilezza, questo si arrabbia e costringe Oscar e Scricciola ad iscriversi ad un corso di galateo per imparare le buone maniere.

## Geremia
- Titolo originale: Jeremiah
- Scritto da: Kent Osborne e Michael Sweater

### Trama
Susie è via per una commissione e chiede ad Oscar di controllare se ha spento il forno, raccomandandolo di non toccare niente in casa sua. Tuttavia, trova una radice magica nel suo giardino e inizia a prendersene cura.

## La Lettura dei Semi
- Titolo originale: Tomorrow's Bananas
- Scritto da: Alabaster Pizzo e Lucyola Langi

### Trama
Oscar e Scricciola hanno una visione inquietante del futuro.

## Biscottino e Fiocchetto
- Titolo originale: Shave A Little Off the Wheel
- Scritto da: Thomas Herpich

### Trama
Un topo con i tacchi fa amicizia con un fiocco di neve ribelle.

## Un mostro particolare
- Titolo originale: He's Just Not Here Right Now
- Scritto da: James Campbell e Nathan Bulmer

### Trama
Oscar e Scricciola conoscono uno dei folclore più famosi del New Jersey.

## La Superstizione
- Titolo originale: Hark the Gerald Sings
- Scritto da: Matthew Houston e James Campbell

### Trama
Oscar affronta un'antica superstizione.

## Una scopa su misura
- Titolo originale: Hall of Mooms
- Scritto da: Jesse Balmer e Abby Magno

### Trama
Scricciola cerca di riappropriarsi della sua scopa.

## Pepe e la nebbia
- Titolo originale: Pepper and the Fog
- Scritto da: Graham Falk

### Trama
Dopo che l'isola viene coperta dalla nebbia, Pepe tenta di raggiungere la casa di Susie per portarle la poesia che le ha scritto.